# On the Loose
On the Loose är en svensk novellfilm från 1985 i regi av Staffan Hildebrand, med Tomas Fryk, Carina Lindström och Jerry Williams i huvudrollerna. Den utspelar sig i Katrineholm och handlar om en ung svetsare som blir svartsjuk när rockbandet Europe besöker staden, då hans flickvän är bekant med bandets sångare Joey Tempest. Europe medverkar som sig själva och framför låtarna "On the Loose", "Rock the Night" och "Broken Dreams". Filmen var ett beställningsjobb för LO.

## Medverkande
- Tomas Fryk som Peter, svetsare
- Carina Lindström som Nina, Peters tjej, banarbetare
- Jerry Williams som Frasse, skyddsombud
- Joey Tempest som Joey Tempest, solosångare i Europe
- Håkan Haugland som trumslagare i Europe
- John Levén som basist i Europe
- Mic Michaeli som keyboardspelare i Europe
- John Norum som gitarrist i Europe
- Thomas Erdtman som Thomas Erdtman, Europes manager
- Joakim Ramstedt som ordningsvakt vid konserten
- Frank Nietsch som ordningsvakt vid konserten